# دافني زونيجا
دافني زونيجا (بالإنجليزية: Daphne Zuniga)‏ هي ممثلة أمريكية، ولدت في 28 أكتوبر 1962 ببيركيلي في الولايات المتحدة. بدأت مشوارها المهني سنة 1982.

## أعمال

### أفلام
- (1987) سبيسبولز[5][6]

### مسلسلات
- ملروس بليس

## وصلات خارجية
- دافني زونيجا على موقع IMDb (الإنجليزية)
- دافني زونيجا على موقع ألو سيني (الفرنسية)
- دافني زونيجا على موقع تيرنر كلاسيك موفيز (الإنجليزية)
- دافني زونيجا على موقع أول موفي (الإنجليزية)
- دافني زونيجا على موقع قاعدة بيانات الأفلام السويدية (السويدية)
- دافني زونيجا على موقع إن إن دي بي (الإنجليزية)
- دافني زونيجا على موقع قاعدة بيانات الفيلم (الإنجليزية)
- دافني زونيجا على موقع كينوبويسك (الروسية)